# Sasha Huber
Pour les articles homonymes, voir Huber.
Sasha Huber, née à Zurich, est une artiste multidisciplinaire d’origine suisso-haïtienne.
Son travail aborde les traumas historiques, notamment ceux liés au colonialisme. Dans cette mesure, elle questionne le rapport à la mémoire et les enjeux politiques que ceux-ci engagent.

## Biographie
Née à Zurich en 1975, elle a réalisé une licence en design graphique à la Haute École d'art de Zurich (Zürcher Hochschule der Künste) en 1996. Elle a ensuite complété un master en Culture Visuelle à L’Université d’art et de design d’Helsinki en 2006. Elle vit et travaille en Finlande, à Helsinki, depuis 2003, et expose fréquemment ses œuvres tout en élaborant plusieurs collaborations artistiques, notamment avec son partenaire Petri Saarikko,,.
Elle adopte la nationalité finlandaise en 2019.

## Démarche artistique
Dans son travail, elle questionne ses racines et son rapport à ses origines multiples. Son père est d'origine suisse et sa mère est issue de la diaspora haïtienne consécutive aux régimes dictatoriaux des Duvalier. En usant de la photographie, des installations vidéo, de la performance et des portraits à l’aide d’un fusil automatique à agrafes, elle met en lumières les traces du colonialisme encore présentes dans la société actuelle. L’usage d’un fusil à agrafes semi-automatique dès le début de sa carrière marque le rapport de force qu’elle tend à établir pour renverser les représentations de certaines figures de l’époque colonial,,.

## Shooting Back
L'artiste a été choquée d'apprendre le massacre d'indiens Arawaks par Christophe Colomb, un explorateur pourtant glorifié en occident. Au sein de sa série Shooting Back (2003), elle reprend le portrait de Christophe Colomb réalisé par le peintre vénitien Sebastiano del Piombo en 1520 et les portraits officiels de Baby Doc et Papa Doc, les présidents-dictateurs de la République d'Haïti. Elle revisite ces trois portraits avec un autre médium : le fusil à agrafes semi-automatique. Elle juxtapose des agrafes afin de créer le visage de ces différentes figures. Elle affirme sur son site que chaque agrafe correspond à « la perte d’une vie humaine, qui peut se compter en millions »,.
L’usage d’un fusil à agrafes semi-automatique en lui-même comporte une dimension performative, qui confère à Sasha Huber une capacité d’action dans son rapport à la mémoire de ces trois figures. Son œuvre fait preuve d’agentivité dans le traitement des archives tout en questionnant les enjeux de la politique mémorielle. C’est d’ailleurs le cas dans la collaboration qu’elle entreprend au sein du projet Démonter Louis Agassiz (1807-1873).
Elle continue ensuite à utiliser la technique des agrafes en la combinant avec des problèmes coloniaux, illustrant notamment les voyages d'exploration africaine du peintre finlandais Akseli Gallen-Kallela.

## Démonter Louis Agassiz
Le comité transatlantique « Démonter Louis Agassiz » est un projet lancé par l’historien et politicien militant Hans Fässler, qui vise à ré-évaluer l’œuvre du scientifique et naturaliste suisse Louis Agassiz (1807-1873). Celui-ci était une figure scientifique importante en tant qu’enseignant à Harvard, tout en étant un raciste influent qui prônait la ségrégation des races. Il a par ailleurs élaboré une typologie des races de gorilles en les comparant aux noirs, et a œuvré à faire reconnaitre l'infériorité des noirs tout au long de sa carrière. Compte-tenu de son influence sur le domaine scientifique, notamment en tant que glaciologue, les autorités suisses avaient décidé de nommer un sommet alpin de la frontière du nom de ce scientifique, entre les cantons de Berne et du Valais Agassizhorn. Cette nomination s’est tenue à l’occasion du 200e anniversaire de naissance d’Agassiz, en 2007. L'intervention de Sasha Hubert s'inscrit dans un mouvement de protestation également marqué par unee pétition internationale adressée au gouvernement suisse revendiquant le refus de cet hommage posthume à l'égard d'Agassiz, tout en demandant que le nom du pic soit rebaptisé Rentyhorn. Dans ce projet, la contribution de Sasha Huber consiste en une intervention en hélicoptère sur le haut de ce sommet, et la mise en place d’une plaque, en hommage au congolais Rentyhorn, qui a été réduit en esclavage et qu’Agassiz avait pris en photographie dans une plantation de Caroline du Sud, pour « souligner la supériorité de la race blanche»,. La plaque explicite également la démarche du projet et évoque les travaux racistes de Louis Agassiz afin que la personne qui regarde la plaque, une fois son ascension terminée, soit confrontée à cette nomination controversée. « En tant qu'artiste, je voulais enquêter sur l'implication de la Suisse dans la traite des esclaves, car personne ne nous a enseigné cette histoire », explique Sasha Huber. Elle a également traduit cette intervention en une exposition photo et en vidéo.

## You are Missed- artiste en résidence
Bien qu’elle soit basée à Helsinki, Huber entreprend de nombreuses résidences artistiques en dehors de la Finlande. Au cours de celles-ci, elle s’intéresse particulièrement aux traces locales du colonialisme, comme c’est le cas notamment lors de sa résidence auprès du centre d’art Axenéo7 de Gatineau, au Canada. Au cours de cette résidence, elle entreprend la série You are missed , soit une série de portraits de femmes autochtones disparues qu'elle vient taquer sur des poteaux téléphoniques dans l’espace public, toujours à l'aide de son fusil à agrafe semi-automatique.